# Terminalia calogemma
Terminalia calogemma är en tvåhjärtbladig växtart som beskrevs av Mark James Coode. Terminalia calogemma ingår i släktet Terminalia och familjen Combretaceae. Inga underarter finns listade i Catalogue of Life.